# 峨眉鹟莺
峨眉鹟莺（学名：Phylloscopus omeiensis），又称馬丁氏金眶鶲鶯，是雀形目柳莺科的一种鸟类。

## 特征
峨眉鹟莺体重约7.3克，翼长约56.7毫米，嘴峰长约12.1毫米，喙宽度约2.5毫米，喙厚度约2.4毫米，跗蹠长约17.2毫米，尾长约48.3毫米。峨眉鹟莺是候鸟，其栖息在密集的高大树木组成的森林中，食性为肉食性，主要食物来源是陆生无脊椎动物。

## 分布
中国西部（四川）和缅甸的山区。